# Carolina Hellsgård
Carolina Hellsgård (* 14. Juni 1977 in Stockholm) ist eine schwedische Regisseurin und Drehbuchautorin, die seit 2001 mit ihrer Familie in Berlin lebt.

## Leben
Hellsgård absolvierte ihr Magisterstudium in Filmwissenschaften an der Universität Stockholm.  Ihr Studium der Experimentellen Mediengestaltung schloss sie 2007 an der Universität der Künste Berlin als Meisterschülerin von Hartmut Bitomsky ab.
Bereits mit ihrem ersten Langfilm Wanja (2015) erregte sie internationale Aufmerksamkeit: Das Drama über eine ehemalige Bankräuberin, gespielt von Anne Ratte-Polle, hatte Premiere auf der Berlinale und wurde für den Preis des besten Erstlingsfilms nominiert. Wanja lief auf renommierten Filmfestivals unter anderem in Sao Paulo, Montreal, Göteborg und Austin und gewann Auszeichnungen wie den Preis des besten Debütfilms auf den Biberacher Filmfestspielen und des besten Drehbuchs auf dem Valletta Filmfestival. Im Sommer 2016 hatte Wanja seinen deutschen Kinostart durch den Basis-Film Verleih Berlin. Kritiker lobten Hellsgårds Werk als „ein stilles, eindringliches Debüt“ (Tagesspiegel) mit „unglaublichen Nuancen (…) zwischen Wut und Frechsein, Verletzbarkeit und Wille“ (taz).
Der feministische Zombiefilm Endzeit – Ever After (ZDF – Das kleine Fernsehspiel, in Koproduktion mit Arte) ist ihre zweite Spielfilmregie und wurde 2018 auf dem Toronto Filmfestival in der Discovery-Reihe uraufgeführt. Ebenso lief der Film auf dem Filmfestival Max Ophüls Preis, dem Gerardmer-IFF, Göteborg-IFF und bei den Carte Blanche Filmseries – Mariette Rissenbeek on German Women Cinematographers im Museum of Modern Art, New York City. The Guardian listete Endzeit 2019 als einen der 20 besten Zombiefilme.
2019 drehte Hellsgård ihren dritten Spielfilm Sunburned, ein Drama um ein Mädchen, das im Spanienurlaub einem senegalesischen Strandverkäufer helfen will. Der Film wurde von NiKo Film produziert. Koproduzenten waren Johanna Aust, FLICKFILM, The Film Kitchen (Niederlande), Staron Film (Polen) und die Fernsehsender WDR, SWR und Arte. Der Film feierte seine Premiere beim Rome Film Festival 2019 und nahm auf dem Filmfestival Max Ophüls Preis und beim Göteborg-IFF 2020 als Wettbewerbsbeitrag teil. In der Kategorie Beste Montage war er für den Preis der deutschen Filmkritik 2020 nominiert. Der Film wurde überwiegend positiv rezipiert, so bezeichnete Rilana Kubassa ihn im Tagesspiegel als „eindrückliches Werk“ und „bisher stärksten Film der Regisseurin“.
Hellsgård drehte 2021 zwei Folgen des Barcelona Krimis. Die Episode „Der Riss in allem“ erreichte bei ihrer Ausstrahlung im Mai 2022 den Tagessieg mit einem Marktanteil von 20,2 Prozent. 2022 führte sie Regie bei der Neuverfilmung von Erich Kästners Klassiker Das fliegende Klassenzimmer, mit prominenter Besetzung, darunter Leni Deschner, Tom Schilling, Trystan Pütter und Hannah Herzsprung. Der Film gewann den Hauptpreis bei Stockholm Junior, war der beste Kinder- und Jugendfilm bei den Filmtagen Oberschwaben und gewann den Publikumspreis des 32. Kinderfilmfestes Hofer Land. Die Komponistin Freya Arde hat den Deutschen Filmmusikpreis bekommen. Bis April 2024 zählte der Film über 500.000 Zuschauer.
2024 drehte Hellsgård die zweite Folge des Rennsteig-Krimis "Haus der Toten" (ARD/MDR).
Neben ihrer Arbeit als Regisseurin engagiert sich Hellsgård auch in der Lehre. Sie unterrichtete als Dorothea-Erxleben-Stipendiatin an der Hochschule für Bildende Künste Braunschweig und war 2017 Stipendiatin in der Villa Aurora in Los Angeles. Sie gewann 2015 das Berliner Arbeitsstipendium sowie das Künstlerinnenstipendium 2017. 2019 war sie Fellow des Artist-in-Residence-Programms des Medienboards Berlin-Brandenburg in Rom.

## Filmografie

### Regie
- 2015: Wanja
- 2018: Endzeit
- 2019: Sunburned
- 2022: Der Barcelona-Krimi: Der längste Tag (Fernsehreihe)
- 2022: Der Barcelona-Krimi: Der Riss in allem (Fernsehserie)
- 2023: Das fliegende Klassenzimmer

### Drehbuch
- 2015: Wanja
- 2019: Sunburned